# Китайски язовец
Китайският язовец (Melogale moschata) е вид бозайник от семейство Порови (Mustelidae).
Разпространен е в Южен Китай и съседните области на Югоизточна Азия и Индия. Достига на дължина 33 до 43 сантиметра. Храни се главно с червеи, земноводни и насекоми, но също и с плодове.